# Montlieu-la-Garde
Montlieu-la-Garde [mɔ̃ljø la gaʁd] ist eine französische Gemeinde mit 1.263 Einwohnern (Stand: 1. Januar 2022) im Département Charente-Maritime. Sie gehört zum Arrondissement Jonzac und zum Kanton Les Trois Monts. Die Einwohner werden Montlieunais genannt.

## Geographie
Montlieu-la-Garde liegt etwa 51 Kilometer nordnordöstlich von Bordeaux. Im Gemeindegebiet entspringen die Flüsse Seugne und die Livenne. Umgeben wird Montlieu-la-Garde von den Nachbargemeinden Pouillac im Norden, Saint-Palais-de-Négrignac im Nordosten, Neuvicq und Orignolles im Osten, Bedenac im Süden, Bussac-Forêt im Südwesten sowie Chepniers im Westen und Nordwesten.
Durch die Gemeinde führt die Route nationale 10.

## Geschichte

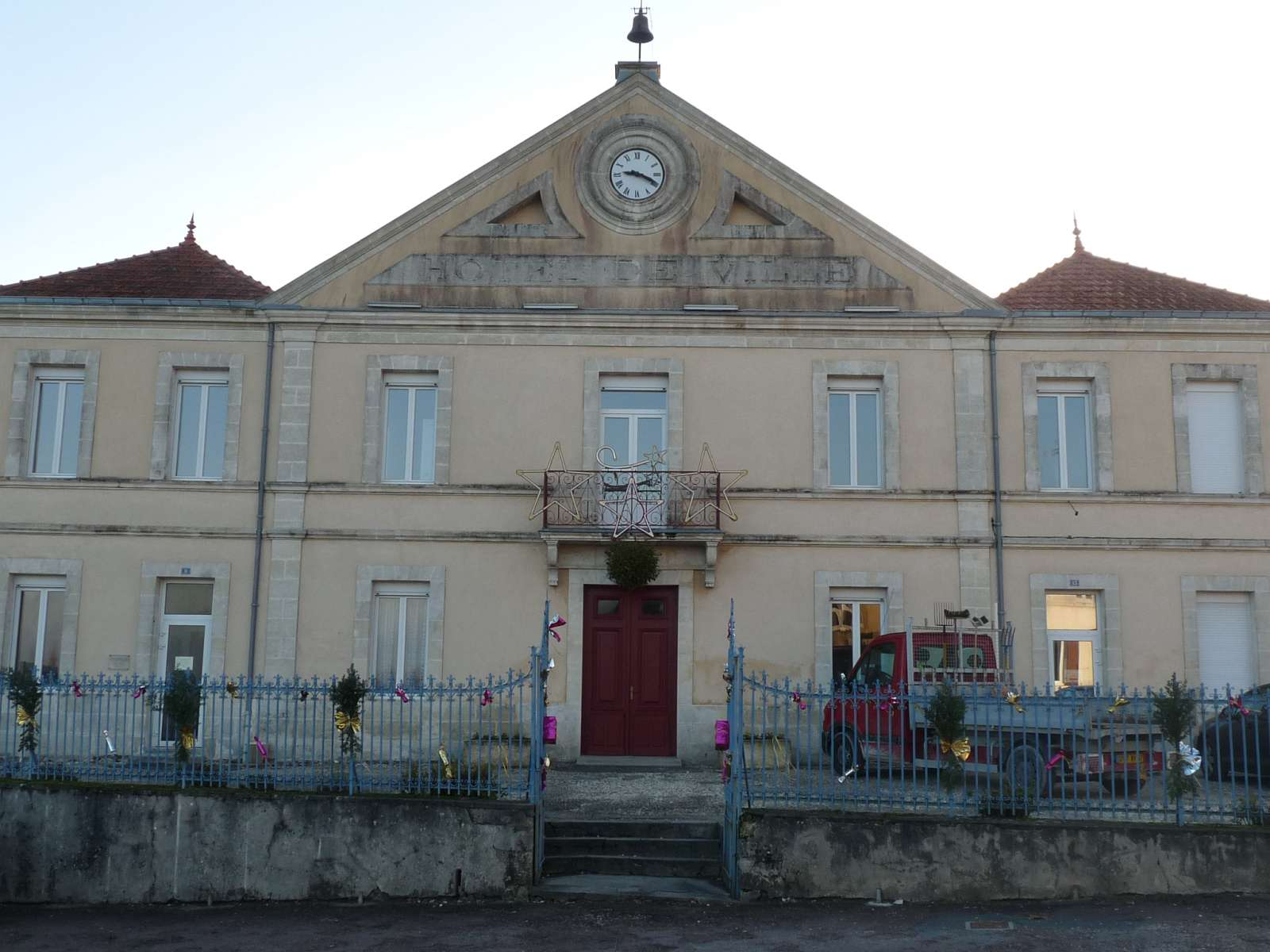
Mairie (Rathaus)

1965 wurden die Gemeinden Montlieu und La Garde vereinigt. 1834 war La Garde aus dem Zusammenschluss der früheren Gemeinden Chalaux und Saint-Vivien entstanden.

### Bevölkerungsentwicklung
| Jahr                      | 1962 | 1968 | 1975 | 1982 | 1990 | 1999 | 2006 | 2013 | 2019 |
| Einwohner                 | 903  | 1469 | 1317 | 1289 | 1326 | 1275 | 1318 | 1324 | 1229 |
| Quelle: Cassini und INSEE |      |      |      |      |      |      |      |      |      |

## Sehenswürdigkeiten
- Kirche Notre-Dame-de-l’Assomption
- Kirche Saint-Gilles in Challaux aus dem Jahre 1757, ehemalige Prioratskirche, Monument historique seit 1980
- Kirche Saint-Vivien, ehemalige Prioratskirche

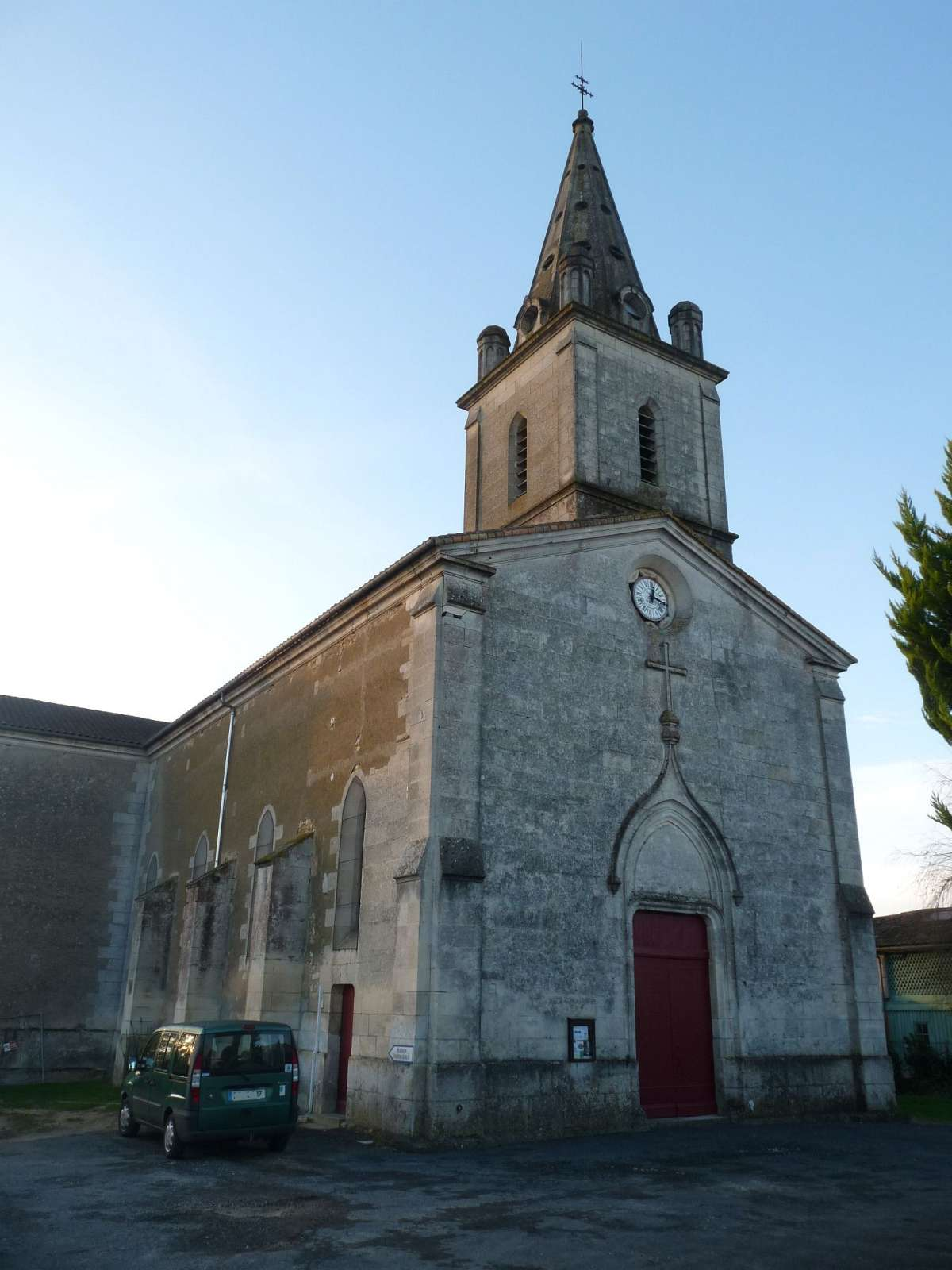
Kirche Notre-Dame-de-l’Assomption
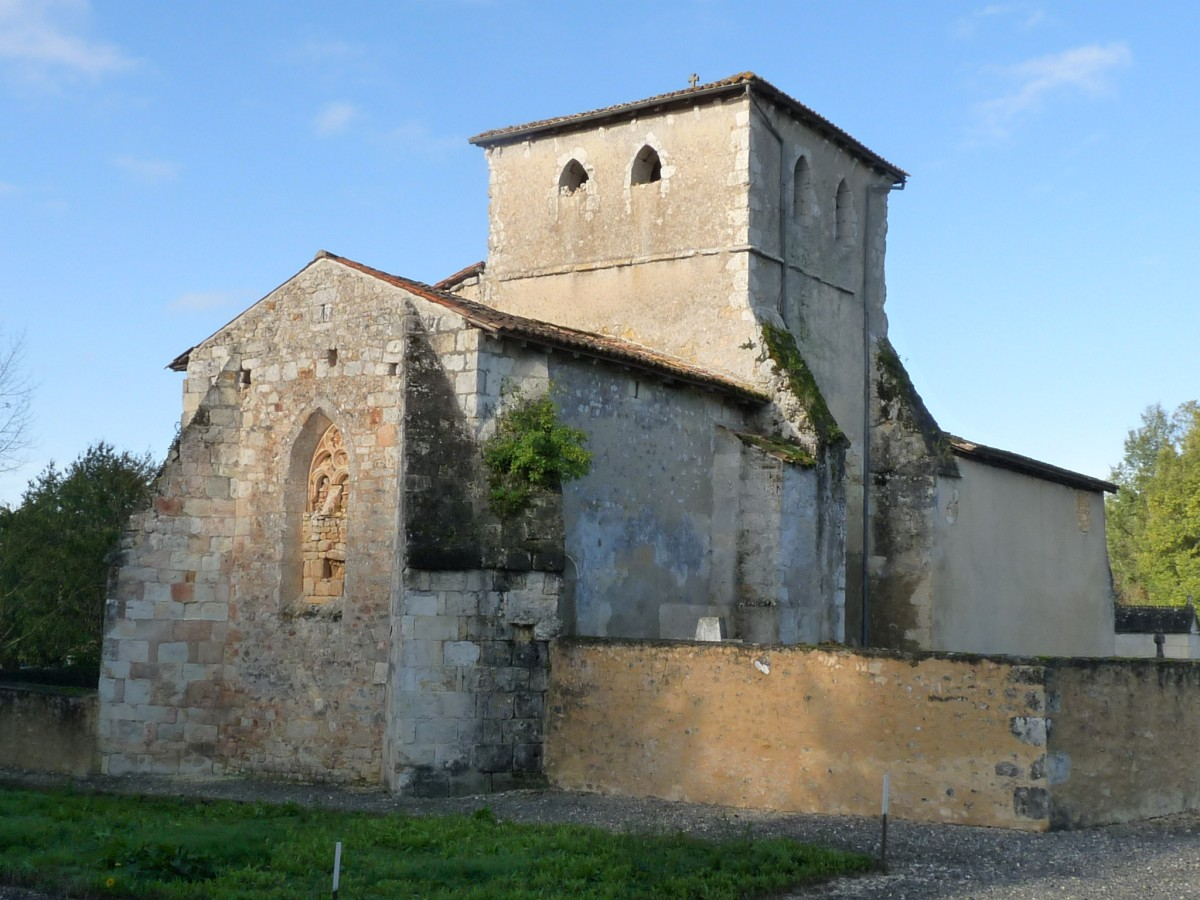
Kirche Saint-Gilles
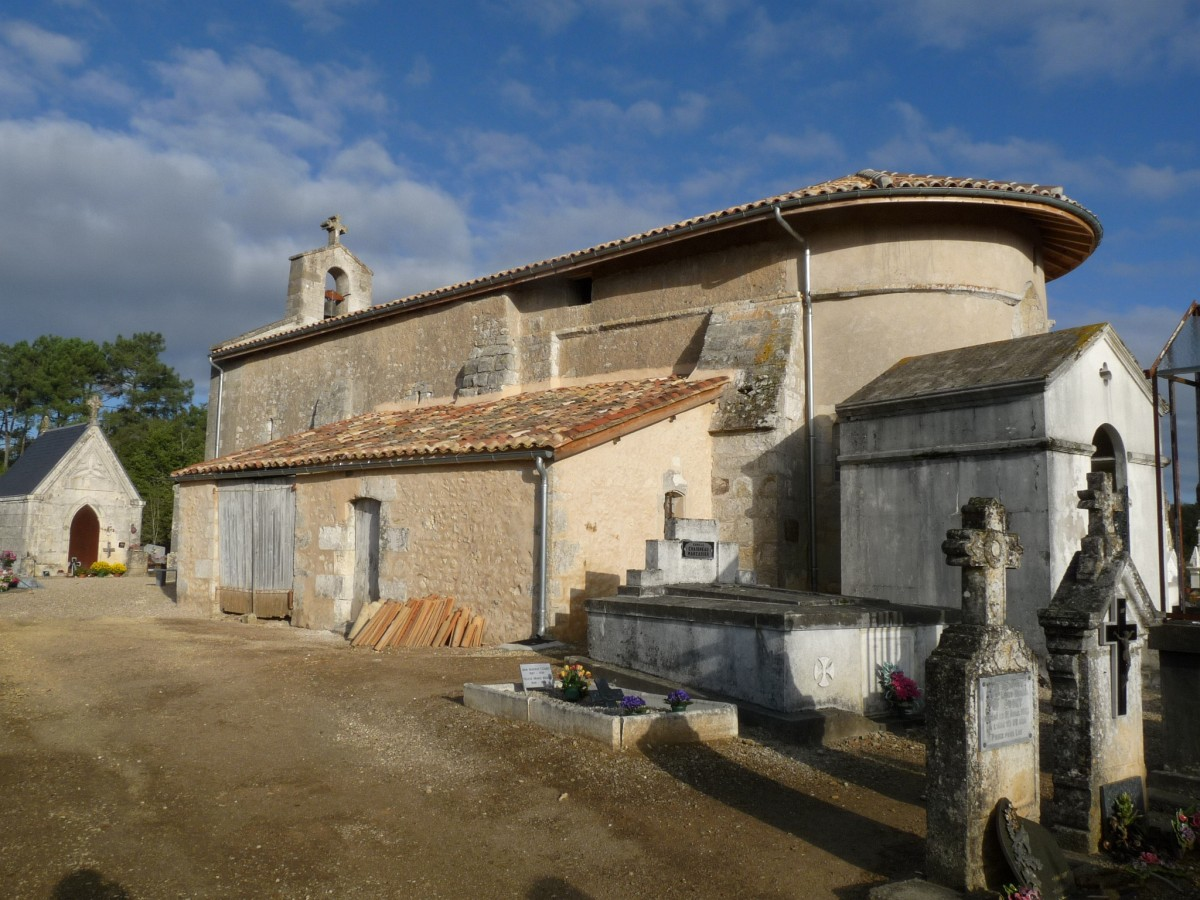
Kirche Saint-Vivien